# U-305
O Unterseeboot 305 foi um submarino alemão que serviu à Kriegsmarine durante a Segunda Guerra Mundial. Foi afundado por cargas de profundidade do destroyer britânico HMS Wanderer e pelo HMS Glenarm.

## Comandante
| Comandante         | Data                                           |
| ------------------ | ---------------------------------------------- |
| Kptlt. Rudolf Bahr | 17 de setembro de 1942 - 16 de janeiro de 1944 |

## Carreira

### Subordinação
| 17 de setembro de 1942 - 28 de fevereiro de 1943 | 8. Unterseebootsflottille |
| 1 de março de 1943 - 16 de janeiro de 1944       | 1. Unterseebootsflottille |

### Patrulhas
|       | Comandante         | Partida               | Partida | Chegada               | Chegada  | Dias     | Toneladas  |
| ----- | ------------------ | --------------------- | ------- | --------------------- | -------- | -------- | ---------- |
| 1     | Kptlt. Rudolf Bahr | 27 de fereiro de 1943 | Kiel    | 12 de abril de 1943   | Brest    | 45 dias  | 13,045     |
| 2     | Kptlt. Rudolf Bahr | 12 de maio de 1943    | Brest   | 1 de junho de 1943    | Brest    | 21 dias  |            |
| 3     | Kptlt. Rudolf Bahr | 23 de agosto de 1943  | Brest   | 22 de outubro de 1943 | Brest    | 61 dias  | 1,190      |
| 4     | Kptlt. Rudolf Bahr | 8 de dezembro de 1943 | Brest   | 16 de janeiro de 1944 | Afundado | 40 dias  | 1,370      |
| Total | Total              | Total                 | Total   | Total                 | Total    | 167 dias | 15 605 ton |

### Navios afundados
- 2 navios afundados num total de 13 045 GRT[3]
- 2 navios de guerra afundados num total de 2 560 toneladas

| Data        | Comandante  | Nome da Embarcação    | Toneladas | Nacionalidade | Comboio |
| ----------- | ----------- | --------------------- | --------- | ------------- | ------- |
| 17 Mar 1943 | Rudolf Bahr | Port Auckland         | 8,789     | britânico     | SC-122  |
| 17 Mar 1943 | Rudolf Bahr | Zouave                | 4,256     | britânico     | SC-122  |
| 20 Set 1943 | Rudolf Bahr | HMCS St. Croix (I-81) | 1,190     | canadense     | ON-202  |
| 7 Jan 1944  | Rudolf Bahr | HMS Tweed (K-250)     | 1,370     | britânico     |         |
| Total       | Total       | Total                 | 15 605    |               |         |

## Operações conjuntas de ataque
O U-305 participou das seguinte operações de ataque combinado durante a sua carreira:
- Rudeltaktik Stürmer (11 de março de 1943 - 20 de março de 1943)
- Rudeltaktik Seewolf (21 de março de 1943 - 30 de março de 1943)
- Rudeltaktik Mosel (19 de maio de 1943 - 23 de maio de 1943)
- Rudeltaktik Leuthen (15 de setembro de 1943 - 24 de setembro de 1943)
- Rudeltaktik Rossbach (25 de setembro de 1943 - 5 de outubro de 1943)
- Rudeltaktik Borkum (18 de dezembro de 1943 - 3 de janeiro de 1944)
- Rudeltaktik Borkum 1 (3 de janeiro de 1944 - 13 de janeiro de 1944)
- Rudeltaktik Rügen (13 de janeiro de 1944 - 16 de janeiro de 1944)